# معتمدية جندوبة الشمالية
معتمدية جندوبة الشمالية إحدى معتمديات الجمهورية التونسية، تابعة لولاية جندوبة.